# اللصوص (فلم 2012)
اللصوص (بالكورية: 도둑들) هو فيلم سرقة كوري جنوبي من بطولة كيم يون-سوك، كيم هي-سو، لي جونغ جاي، جون جي هيون وسيمون رن. عرض الفيلم في كوريا الجنوبية في 25 يوليو 2012.

## روابط خارجية
- اللصوص على موقع IMDb (الإنجليزية)
- اللصوص على موقع ميتاكريتيك (الإنجليزية)
- اللصوص على موقع روتن توميتوز (الإنجليزية)
- اللصوص على موقع نتفليكس (الإنجليزية)
- اللصوص على موقع ألو سيني (الفرنسية)
- اللصوص على موقع أول موفي (الإنجليزية)
- اللصوص على موقع فيلمافينيتي (الإسبانية)
- اللصوص على موقع قاعدة بيانات الفيلم (الإنجليزية)
- اللصوص على موقع ليتربوكسد (الإنجليزية)
- اللصوص على موقع كينوبويسك (الروسية)